# Byblis longispina
Byblis longispina är en kräftdjursart som beskrevs av John J. Dickinson 1983. Byblis longispina ingår i släktet Byblis och familjen Ampeliscidae. Inga underarter finns listade i Catalogue of Life.